# Batman: Knightfall
" Knightfall " là một câu chuyện về Người Dơi năm 1993-1994 do DC Comics xuất bản. Nó bao gồm một bộ ba truyện kéo dài từ năm 1993 đến năm 1994, bao gồm "Knightfall", " Knightquest " và " KnightsEnd ". Câu chuyện diễn ra trong khoảng thời gian sáu tháng. Bruce Wayne (Người dơi) bị kiệt sức và bị tấn công và bị một thiên tài "siêu steroid " có tên là Bane làm tê liệt một cách có hệ thống. Wayne được thay thế tư cách Người Dơi bằng một người học việc tên là Jean-Paul Valley (hay còn gọi là Azrael), người ngày càng trở nên hung bạo và bất ổn, làm mờ danh tiếng của Người Dơi. Cuối cùng, Wayne được chữa lành thông qua các phương tiện huyền bí và đòi lại vai trò Người Dơi.
"Knightfall" dẫn đến sự phân nhánh lâu dài cho sự liên tục của Người Dơi, vì sự tin tưởng của Người Dơi từ cảnh sát, công chúng và các siêu anh hùng của anh ta phải được xây dựng lại do bạo lực của Azrael. Ngoài ra, Wayne nhận ra sự nguy hiểm và gánh nặng của việc cố gắng làm việc trong cô độc, dẫn đến việc cuối cùng tạo ra hiện thân của Gia đình Batman. Các sự kiện của "Knightfall" cũng dẫn đến sự từ chức (tạm thời) của người quản gia trung thành của Wayne, Alfred Pennyworth.
Toàn bộ cốt truyện "Knightfall" mất hơn một năm để hoàn thành các bộ truyện tranh. Trong những năm sau đó, truyện tranh đã được tái bản nhiều lần, mặc dù chưa bao giờ đầy đủ, vì vòng cung truyện "Knightquest: The Search" đã không được thu thập cho đến phiên bản omnibus thứ hai vào năm 2017.